# Djibril Sidibé (football, 1982)
Pour les articles homonymes, voir Sidibé et Djibril Sidibé.
Ne doit pas être confondu avec Djibril Sidibé (football, 1992), défenseur international français.
Djibril Sidibé est un footballeur franco-malien né le 23 mars 1982 à Bamako au Mali.
Formé à l'AS Monaco, où il dispute 12 matchs lors de la saison 2001-2002, il est prêté de 2002 à 2004 au club de Châteauroux (60 matchs en 2 ans) qui évolue en Ligue 2. Doté d'un bon pied droit ainsi que d'un volume de jeu important, ce milieu défensif retrouve la Ligue 1 en 2004, avec le SC Bastia. Auteur d'un bon début de saison, il se perd en cours d'année dans des problèmes extra-sportifs (notamment avec Pascal Chimbonda). Il finira malgré tout la saison en Corse avant de retourner, à l'été 2005, à Châteauroux où il est redevenu un maillon essentiel de son équipe.
Au début de saison 2008-2009, il est transféré au CS Sedan Ardennes où il s'impose rapidement au milieu de terrain, cependant la saison 2009-2010 lui voit perdre sa place de titulaire au profit d'autres joueurs.
En disgrâce dans son club et en désaccord avec l'entraîneur Landry Chauvin, il résilie à l'amiable le contrat qui le lie à Sedan à la fin de la saison 2009-2010. Il signe par la suite pour deux saisons avec le club israélien du Maccabi Tel-Aviv.

## Carrière
- 2001-2002 : AS Monaco  France
- 2002-2004 : LB Châteauroux  France
- 2004-2005 : SC Bastia  France
- 2005-2008 : LB Châteauroux  France
- 2008-2010 : CS Sedan Ardennes  France
- 2010-2011 : Maccabi Tel-Aviv  Israël
- 2011-2013 : Hapoël Ramat Gan  Israël
- 2013-jan. 2014 : Hapoël Ashkelon FC  Israël
- 2014 : Red Star FC  France

## Palmarès
- LB Châteauroux
  - Finaliste de la Coupe de France : 2004